# Crinodes bellatrix
Crinodes bellatrix is een vlinder uit de familie van de tandvlinders (Notodontidae). De wetenschappelijke naam van de soort is voor het eerst geldig gepubliceerd in 1781 door Cramer-Stoll.